# Областная больница интенсивного лечения г. Мариуполь
КНП (до 13 августа 2019 — «КУЗ») «Областная больница интенсивного лечения г. Мариуполь» (до 22 декабря 2016 — КЗ «Мариупольская городская больница № 2») — многопрофильное лечебно-профилактическое учреждение в Мариуполе, предназначенное для предоставления стационарной и амбулаторно-поликлинической помощи третичного уровня жителям области и вторичной — населению крупнейшего Центрального района Мариуполя. За исключением территории ДНР, больница является крупнейшей в Донецкой области по коечному фонду и по численности работников.

## История
Строительство крайне необходимой для растущего города больницы велось по инициативе директора завода «Азовсталь» Владимира Лепорского силами и на средства завода с конца 1970-х годов в районе новых жилых микрорайонов № 16-18 Жовтневого района Жданова. Восьмиэтажное здание стационара введено в эксплуатацию 2 января 1980 года, а торжественно открыто только 22 апреля 1980 года. Более 10 лет от открытия больница выполняла функцию не только обслуживания жителей района, но и медико-санитарной части комбината «Азовсталь». Современный проект одноблочной больницы был рассчитан на 600 коек, что давало больнице статус крупнейшей в городе.
Первыми отделениями, вступившими в свою деятельность 22 апреля 1980 года, были травматология, хирургия, ЛОР-отделения и анестезиологическое отделение. В мае появилось кардиологическое отделение, 30 июля 1980 года было открыто офтальмологическое отделение (сейчас — отделение микрохирургии глаза), 10 августа — неврологическое. С 1991 года функционирует реанимационное отделение (отделение интенсивной терапии), с 31 декабря 1999 года — гериатрическое (переведено в ГБ № 9 1 января 2017 года), а с 1 ноября 2001 года — госпитальное (переведено в ГБ № 9 1 января 2017 года). С 1 июня 2012 года из Мариупольской БСМП переведено урологическое отделение на 45 коек. Летом 2015 года введены в действие кабинеты компьютерной томографии и маммографии. Планы по созданию многопрофильной областной больницы на базе больницы существовали с начала 2016 года.
22 декабря 2016 года распоряжением председателя Донецкой ОГА № 1163 "О принятии в общую собственность территориальных громад сел, поселков, городов, находящейся в управлении областного совета, целостного имущественного комплекса коммунального учреждения «Мариупольская городская больница № 2» городская больница преобразована в областную с изменением названия. с 1 января 2017 года из состава больницы выведены гериатрическое и госпитально-гериатрическое отделения (каждое по 30 коек переведены в больницу № 9) и переведено с КУ «Городская больница № 5 г. Мариуполь» нейрохирургическое отделение на 60 коек, а также к КУ «Мариупольское территориальное медицинское объединение „Здоровье ребёнка и женщины“» переведена женская консультация. 18 января 2017 года перед рабочим коллективом больницы председатель Донецкой ОГА Жебривский заявил, что новым главным врачом больницы будет Голубченко Ольга Петровна, до того возглавляющая здравоохранение города.
По состоянию на середину 2019 года в больнице продолжаются работы по термомодернизации помещения и проведения необходимого ремонта операционного блока и отделения экстренной медицинской помощи, а также пристройка помещения МРТ.
17 декабря 2018 года распоряжением председателя Донецкой ОГА № 1503/5-18 «О реорганизации учреждений здравоохранения Донецкой области, которые находятся в общей собственности территориальных громад сел, поселков, городов, находящейся в управлении Донецкого областного совета» областная больница начала процесс превращения в коммунальное некоммерческое предприятие.

## Структура лечебно-профилактического учреждения
- Стационарные отделения хирургического профиля:
  - Хирургическое отделение № 1 — региональный центр по лечению острых желудочно-кишечных кровотечений (50 коек)
  - Хирургическое отделение № 2 — гнойное (30 коек)
  - Травматологическое отделение — региональный центр эндопротезирования, артроскопии и лечения суставов (60 коек)
  - Нейрохирургическое отделение (60 коек)
  - Урологическое отделение (45 коек)
  - Гинекологическое отделение (35 коек)
  - Отоларингологическое отделения, в том числе детские койки (30 коек, в том числе 5 детских)
  - Отделение микрохирургии глаза (40 коек)
  - Отделение интенсивной терапии № 1 («реанимационное»)
  - Отделение интенсивной терапии № 2 («нейрореанимационное»)
  - Отделение анестезиологии с палатами интенсивной терапии
  - Отделение интенсивной терапии гипербарической оксигенации
  - Отделение неотложной оперативной эндоскопии
- Стационарные отделения терапевтического профиля:
  - Гастроэнтерологическое отделение (40 коек)
  - Терапевтическое отделение (60 коек)
  - Кардиологическое отделение (60 коек)
  - Неврологическое отделение (40 коек)
- Амбулаторные отделы:
  - Консультативная поликлиника (КП)
  - Областной телемедицинский центр (с 2019)
- Вспомогательные отделения:
  - Физиотерапевтическое отделение
  - Отделение лучевой диагностики (в том числе рентгенотделение, кабинет маммографии, КТ)
  - Отделение функциональной диагностики (в том числе кабинет УЗИ)
  - Патологоанатомическое отделение
  - Отделение экстренной медицинской помощи (до 2019 — приёмное отделение)
  - Клинико-диагностическая лаборатория
  - Централизованное стерилизационное отделение